# Overtures
Gli Overtures sono un gruppo musicale heavy/power metal italiano, fondato nel 2003 a Gorizia.

## Storia
La band nasce nel 2003 a Gorizia. Nel 2005 realizza la prima demo, prodotto da Andrea Rigonat. Nel 2007 la band desta l'interesse della label italiana VideoRadio che distribuisce il primo album Beyond the Waterfall. I diritti del disco vengono poi acquistati dalla label tedesca Rock it Up Records nel 2008, lanciando così gli Overtures nel panorama internazionale. Nel 2009 la band partecipa al secondo tributo ufficiale ai Running Wild "ReUnation" con il brano Pirate Song. Nel 2010 gli Overtures trovano un nuovo accordo discografico con la label Greca Sleaszy Rider Records che rilascia nello stesso anno il secondo album Rebirth, dal quale viene estratto anche un videoclip per il brano Fly, Angel. Il disco riceve un'ottima critica che porta, nel 2012, gli Overtures ad affrontare un tour Europeo. Di ritorno dall'esperienza Europea la band si mette subito al lavoro su una nuova release discografica. Nel maggio 2013 esce, sempre sotto Sleaszy Rider Records Entering the Maze, dal quale viene estratto anche un videoclip per il singolo Savior. Il disco viene accolto in maniera entusiasta dalla critica del settore, e all'uscita dell'album seguono ben due tour Europei: il primo nel 2013 che vede gli Overtures supportare i brasiliani Almah e gli italiani Secret Sphere nel BrazItalian European Tour; il secondo nel 2014 che vede il quintetto goriziano come supporto diretto agli inglesi Threshold. La band affronta inoltre, sempre nel 2014 ed in promozione ad Entering the Maze, due mini-tour dell'est-europa. Dal 2013 il management della band è a carico dell'agenzia italiana Truck Me Hard. Nel 2016 pubblicano l'album Artifacts. Nel 2017 lo storico chitarrista del gruppo Marco Falanga decide di lasciare il gruppo per motivi personali, al suo posto entra Massimiliano Pistore.

## Formazione

### Formazione attuale
- Michele Guaitoli – voce (2003-presente)
- Massimiliano Pistore – chitarra (2017-presente)
- Luka Klanjscek – basso (2003-presente)
- Andrea Cum – batteria (2007-presente)

### Ex componenti
- Marco Falanga - chitarra (2003-2017)
- Marko Klanjscek – batteria (2003-2007)
- Daniele Piccolo – chitarra  (2003-2012)
- Stefano D'amore – chitarra (2012)
- Adriano Crasnich – chitarra (2012-2015)

## Discografia

### Album in studio
- 2008 – Beyond the Waterfall
- 2011 – Rebirth
- 2013 – Entering the Maze
- 2016 – Artifacts

### Videoclip
- 2011 – Fly, Angel
- 2013 – Savior